# Alone in the Dark 5
Alone in the Dark 5, també conegut com a Alone in the Dark: Near Death Investigation, és el cinquè videojoc de terror de la saga Alone in the Dark creat per Infogrames. El videojoc serà llançat per a ordinador, Wii, Xbox 360 i PlayStation 3.
Durant el 2006, la història continua amb Edward Carnby, el principal protagonista del videojoc original, buscant respostes per esdeveniments sobrenaturals en el Central Park de la ciutat de Nova York.

## La saga
La saga ha tingut diverses continuacions.
- Alone in the Dark (1992)
- Jack in the Dark (1993)
- Alone in the Dark 2 (1993)
- Alone in the Dark 3 (1994)
- Alone in the Dark: The New Nightmare (2001)